# Unione Sportiva Pontedecimo 1935-1936
Questa pagina raccoglie le informazioni riguardanti l'Unione Sportiva Pontedecimo nelle competizioni ufficiali della stagione 1935-1936.

## Rosa
| N. |                   | Ruolo | Calciatore           |
| -- | ----------------- | ----- | -------------------- |
|    | Italia (bandiera) | A     | Vittorio Ansaldo     |
|    | Italia (bandiera) | C     | Armando Silvio Benso |
|    | Italia (bandiera) | D     | Oremo Castellini     |
|    | Italia (bandiera) | C     | Marco Costa          |
|    | Italia (bandiera) | A     | Vincenzo Debbene     |
|    | Italia (bandiera) | D     | Lorenzo Gaggero      |

| N. |                   | Ruolo | Calciatore        |
| -- | ----------------- | ----- | ----------------- |
|    | Italia (bandiera) | D     | Grondona          |
|    | Italia (bandiera) | A     | Enrico Mazzarello |
|    | Italia (bandiera) | A     | Arrigo Monti      |
|    | Italia (bandiera) | C     | Giovanni Muroni   |
|    | Italia (bandiera) | D     | Attilio Rivanera  |
|    | Italia (bandiera) | P     | Pietro Rota       |